# Euthelaira rufilabris
Euthelaira rufilabris là một loài ruồi trong họ Tachinidae.